# Giuse Châu Ngọc Tri
Giuse Châu Ngọc Tri (sinh năm 1956) là một giám mục người Việt của Giáo hội Công giáo Rôma. Ông hiện đảm trách cương vị giám mục chính tòa Giáo phận Lạng Sơn và Cao Bằng, Đặc trách Văn phòng Mục vụ Đối thoại Đại kết và Liên tôn thuộc Hội đồng Giám mục Việt Nam, kiêm thành viên Bộ Đối thoại Liên tôn của Giáo triều Rôma. Khẩu hiệu Giám mục của ông là "Trời mới – Đất mới". Giám mục Châu Ngọc Tri từng đảm nhận vai trò Chủ tịch Ủy ban Mục vụ Gia đình trực thuộc Hội đồng Giám mục Việt Nam trong các nhiệm kỳ 2007–2010, 2010–2013, 2013–2016 và 2016–2019. Trước khi quản lý giáo phận Lạng Sơn và Cao Bằng, ông từng đảm nhận vai trò giám mục chính tòa Giáo phận Đà Nẵng từ năm 2006 đến tháng 3 năm 2016.

## Thân thế và thiếu thời
Giuse Châu Ngọc Tri sinh ngày 12 tháng 9 năm 1956 tại thôn Phước Ấm hoặc thôn Chợ Được, xã Bình Triều, huyện Thăng Bình, tỉnh Quảng Nam. Về phía địa giới theo quy ước của Công giáo, ông sinh tại địa điểm thuộc giáo họ Phước Ấm, giáo xứ Hà Lam, giáo hạt Tam Kỳ, Giáo phận Đà Nẵng. Song thân là ông Anrê Châu Ngọc Hiệu (1922–2003) và bà Lucia Nguyễn Thị Chín (1920–2025), thuộc Họ đạo Phước Ấm, Giáo xứ Hà Lam, Giáo Hạt Tam Kỳ, Giáo phận Đà Nẵng. Cả hai ông bà đều làm nông dân và có gia cảnh nghèo khó. Châu Ngọc Tri là con thứ 7 trong gia đình có 10 người con và được rửa tội ngày 15 tháng 9 năm 1956 tại nhà thờ Phước Ấm, giáo xứ Vân Đoã, giáo phận Đà Nẵng.
Cấp tiểu học, Châu Ngọc Tri theo học trường tiểu học Bình Triều, Thăng Bình, Quảng Nam. Cậu dừng học tại trường này vào năm 1964, vì gia đình lánh nạn chiến tranh, đến sinh sống tại vùng giáo xứ Trà Kiệu. Tại đây, cậu theo học tiếp tục tiểu học tại trường Têrêxa, xã Duy Sơn, huyện Duy Xuyên, tỉnh Quảng Nam vào năm 1966. Sau đó, gia đình di cư đến Hòa Khánh và tốt nghiệp tiểu học, theo học lớp 6 (đệ thất) tại trường Thánh Mẫu, phường Hoà Khánh, quận Liên Chiểu, thành phố Đà Nẵng. Nhận biết sự yêu mến Thiên Chúa của con trai, thân mẫu cậu bé Tri dành thời gian uốn nắn đời sống đạo đức của cậu. Trước ngày lễ cử hành rước lễ lần đầu, bà đã bị quở trách giữa nhà thờ vì con trai đã đọc kinh quá lớn, lấn át người khác và đọc phần kinh của linh mục. Bà cũng tham gia các thánh lễ giả do con trai cử hành tại nhà. Châu Ngọc Tri nổi bật trong xứ đạo vì khả năng hiểu biết Kinh Thánh Công giáo và lời Chúa, sự siêng năng tham dự các thánh lễ và việc tham dự nhóm giúp lễ giáo xứ.

## Thời kỳ tu học
Trong giai đoạn từ năm 1969 đến năm 1975, cậu bé Tri theo học tiểu chủng viện Thánh Gioan, Giáo phận Đà Nẵng. Từ năm 1975, chủng sinh Tri vừa theo học Triết và Thần học tại đại chủng viện Hoà Bình. Năm 1982, chủng sinh Tri trở về với gia đình để lao động sản xuất và hỗ trợ mục vụ tại giáo xứ quê nhà Hà Lam.
Ngày 3 tháng 9 năm 1989, chủng sinh Giuse Châu Ngọc Tri chịu chức phó tế tại Hang Đức Mẹ Lộ Đức thuộc Nhà thờ chính tòa Đà Nẵng, do Giám mục giáo phận Đà Nẵng Phanxicô Xaviê Nguyễn Quang Sách làm chủ phong.

## Linh mục
Ngày 21 tháng 11 năm 1989, phó tế Châu Ngọc Tri được thụ phong linh mục tại Hang Đức Mẹ Lộ Đức, nhà thờ chính toà Đà Nẵng, do Giám mục chính tòa Giáo phận Đà Nẵng Phanxicô Xaviê Nguyễn Quang Sách chủ phong. Ngoài tân linh mục Tri, còn có tân linh mục Phaolô Đoàn Quang Dân. Đây cũng này là lần thứ hai sau sự kiện 30 tháng 4 năm 1975, giáo phận Đà Nẵng mới cử hành lễ phong chức linh mục. Sau khi được thụ phong linh mục, ngày 3 tháng 12 cùng năm, linh mục trẻ Giuse Tri được bổ nhiệm làm linh mục chính xứ giáo xứ Hà Lam, giáo hạt Tam Kỳ, giáo phận Đà Nẵng. Giáo xứ Hà Lam cũng chính là giáo xứ quê nội của ông. Ông đảm nhận chức vụ này đến ngày 8 tháng 9 năm 1998. Song song với chức vụ kể trên, từ ngày 24 tháng 9 năm 1995, ông là thành viên Hội đồng Tư vấn Giáo phận. Theo nguồn tin từ văn phòng Báo Chí Tòa Thánh, ông giữ vai trò thành viên tư vấn giáo phận từ năm 1996 đến năm 1998.
Từ ngày 28 tháng 10 năm 1998 đến ngày 14 tháng 7 năm 2002, linh mục Châu Ngọc Tri du học và theo học môn Thần học Mục vụ Giáo lý (ISPC) tại Học viện Công giáo, Pháp. Sau khi hồi hương, ngày 12 tháng 2 năm 2003, ông được bổ nhiệm linh mục quản xứ Trà Kiệu, quản hạt Hội An. Đây là giáo xứ quê ngoại của ông. Ông cũng kiêm chức Quản đốc Đền Thánh Đức Mẹ Trà Kiệu và là thành viên Ban Tư vấn giáo phận (từ năm 2003).

## Giám mục

### Giám mục chính tòa Đà Nẵng
Ngày 13 tháng 5 năm 2006, Giáo hoàng Biển Đức XVI bổ nhiệm làm linh mục Giuse Châu Ngọc Tri làm giám mục chính tòa Giáo phận Đà Nẵng, kế nhiệm Giám mục Phaolô Nguyễn Bình Tĩnh nghỉ hưu. Chính trong ngày công bố tin bổ nhiệm này, giám mục tân cử đã phải cùng hàng nghìn người cứu hộ cứu tại bãi biển Mỹ Khê do ảnh hưởng từ cơn bão Chanchu. Ông cho biết, chính trong thời gian này, ông đã nhận ra lời trích trong sách Khải huyền: ... biển không còn nữa, và tôi thấy Trời mới Đất mới.... Sáng ngày 4 tháng 8 năm 2006, lễ tấn phong giám mục và nhậm chức Giám mục Giáo phận Đà Nẵng được tổ chức tại sân trước nhà thờ chính toà Đà Nẵng. Đồng tế lễ tấn phong có 23 giám mục, một viện phu, hàng trăm linh mục. Tham dự lễ có các đại diện dòng tu, các chủng sinh, và các giáo dân diện các giáo xứ. Chủ phong cho tân chức là giám mục Phaolô Tịnh Nguyễn Bình Tĩnh và hai giám mục phụ phong gồm Tổng giám mục Tổng giáo phận Huế Stêphanô Nguyễn Như Thể và Giám mục Antôn Vũ Huy Chương, giám mục chính tòa giáo phận Hưng Hóa. Trong bài phát biểu cuối lễ tấn phong, tân giám mục cho biết ông cảm giác ngượng ngập khi lần đầu mặc phẩm phục giám mục khá lộng lẫy trước đông đảo mọi người, gửi lời tạ ơn, xin sự đón nhận của giáo dân giáo phận và cảm tạ Hội thừa Sai Paris về quãng thời gian du học.
Tân giám mục chọn cho mình khẩu hiệu Trời mới – Đất mới, trích từ sách Khải Huyền. Ông giải thích khẩu hiệu của mình như sau:
| “ | "Trời mới, Đất mới" hướng chúng ta về phía trước, với sự canh tân đổi mới để thăng tiến không ngừng, từ bản thân đến tập thể, từ tư tưởng đến hành động, từ giáo hội đến thế giới, theo tinh thần của Tin Mừng và đường hướng mục vụ của Công Đồng Vaticanô II. "Trời mới Đất mới" còn là khung trời của hạnh phúc thật đáng ước mơ. Chúng ta không những chỉ ngồi đợi chờ, mà phải hăng hái góp phần xây dựng, bằng những nổ lực sống và làm chứng cho "Giới Răn Mới" của Đức Kitô: giới răn của Yêu thương và hiệp nhất". | ” |

Tại Đại hội X Hội đồng Giám mục Việt Nam vào tháng 10 năm 2007 ở Hà Nội, ông được bầu làm Chủ tịch Ủy ban Mục vụ Gia đình và tái nhiệm vào Đại hội XI Tháng 10 năm 2010 tại Trung tâm Mục vụ Tổng giáo phận Sài Gòn.
Trong khuôn khổ Chuyến viếng thăm Bắc Mỹ của Giáo hoàng Phanxicô, giám mục Châu Ngọc Tri đã có chuyến viếng thăm Hoa Kỳ vào cuối tháng 9 năm 2015.

### Giám mục chính tòa Lạng Sơn và Cao Bằng
Ngày 12 tháng 3 năm 2016, văn phòng Báo chí Toà Thánh đã công bố thông tin về việc Giáo hoàng Phanxicô bổ nhiệm Giám mục Giuse Châu Ngọc Tri đang là Giám mục chính toà giáo phận Đà Nẵng làm giám mục chính toà giáo phận Lạng Sơn và Cao Bằng. Cũng theo thông báo thì Giám mục Giuse Đặng Đức Ngân đang là Giám mục chính toà giáo phận Lạng Sơn và Cao Bằng sẽ thay Giám mục Tri làm giám mục chính toà giáo phận Đà Nẵng. Nhằm thông cáo cho giáo dân, linh mục Gabriel Nguyễn Ngọc Tuấn, Chánh văn phòng Tòa giám mục Đà Nẵng đã ra thông cáo về việc bổ nhiệm trong cùng ngày. Linh mục Tuấn cũng trích dẫn giáo luật nói về việc nguyên giám mục sẽ là giám quản cho đến khi tân giám mục nhậm chức. Đây là lần đầu tiên có việc hoán đổi sứ vụ giữa hai giám mục từ hai miền Việt Nam.
Sáng ngày 17 tháng 3, một phái đoàn từ giáo phận Đà Nẵng do giám mục Châu Ngọc Tri dẫn đầu đến thăm Tòa giám mục Lạng Sơn và Cao Bằng. Chiều cùng ngày, giám mục Đặng Đức Ngân quyết định đưa phái đoàn giáo phận Lạng Sơn và Cao Bằng đến giáo phận Đà Nẵng nhằm bàn thảo chương trình chuyển giao sứ vụ. Ngày 18 tháng 3, hai phái đoàn đã ra thông cáo chung. Thông cáo nêu rõ: hai giáo phận Đà Nẵng và Lạng Sơn – Cao Bằng sau khi tham khảo ý kiến của các Tổng giám mục trưởng giáo tỉnh đã quyết định ngày đón Tân giám mục – lễ nhậm chức của giám mục Châu Ngọc Tri tại Tân giáo phận Lạng Sơn và Cao Bằng là vào ngày 9 tháng 4 cùng năm và của giám mục Đặng Đức Ngân tại Đà Nẵng là vào ngày 12 tháng 4.

Lễ nhậm chức giám mục chính tòa Lạng Sơn

Ngày 9 tháng 4 năm 2016, Giáo phận Lạng Sơn và Cao Bằng chính thức được Giám mục Châu Ngọc Tri cai quản, đánh dấu bằng lễ nhận sứ vụ do đông đảo 26 giám mục đồng tế, hơn 50 linh mục trong ngoài giáo phận, hiện diện tại đây cũng có Giám mục Giám quản Giuse Đặng Đức Ngân – nguyên Giám mục chính tòa Giáo phận đón tiếp Tân giám mục. Thánh lễ do Hồng y – Tổng giám mục Trưởng giáo tỉnh Hà Nội Phêrô Nguyễn Văn Nhơn chủ sự tại nhà thờ chính tòa Giáo phận Lạng Sơn và Cao Bằng. Ông là giám mục thứ tư quản lý giáo phận này.
Giám mục Châu Ngọc Tri dành thời gian trả lời phỏng vấn của hãng truyền thông Công giáo VietCatholic và bài phỏng vấn được đăng tải vào ngày 9 tháng 4 năm 2016. Chia sẻ về tâm tình trước tin bổ nhiệm này, giám mục Châu Ngọc Tri cho biết ông có cảm xúc là buồn, vì phải xa quê hương đã gắn bó suốt cuộc đời 60 năm và các dự tính phát triển giáo phận bị bỏ dở. Tuy vậy, tân giám mục Lạng Sơn và Cao Bằng cho biết ông cần phải vâng phục. Nói về cảm xúc ban đầu, ông cho biết mình có cảm giác hoang mang, vì giáo phận được sai phái nằm ở vùng biên cương, có tỉ lệ giáo dân thấp và có nhiều đặc điểm riêng, nhiều điểm bất cập. Ông cho rằng khẩu hiệu mình chọn (Trời mới, Đất mới) cũng đã ứng nghiệm vào lần bổ nhiệm này. Ông thừa nhận mình bị kích động với ý nghĩa bổ nhiệm ra vùng ngoại biên và đã soạn thảo thư có nội dung lên đường đi ra vùng ngọai biên theo lời mời gọi và sai phái của Hội Thánh. Ông nhận định trong cuộc đời tu trì của mình, tất cả bài sai (bổ nhiệm) đều là sai về phục vụ quê hương (giáo xứ quê nội Hà Lam, giáo xứ quê ngoại Trà Kiệu và giáo phận quê hương Đà Nẵng) và lần bổ nhiệm này chính là lần "sai đi" đầu tiên. Giám mục Tri cũng cho biết ông ái ngại khi phải xa thân mẫu đã cao niên, nhưng cho biết chính bà đã là nguồn động viên lớn cho ông. Một số nữ tu cao niên cũng ái ngại việc bổ nhiệm và đưa ra nhận định giám mục Tri đã bị đày đến vùng đất mới.
Nhân dịp kỷ niệm một năm ngày giám mục Châu Ngọc Tri nhậm chức Giám mục Lạng Sơn và Cao Bằng, ông đã có bài trả lời phỏng vấn với VietCatholic. Nói về tâm tình của mình, giám mục Tri cho biết ông thấy môi trường tại đây không quá khắc nghiệt như đã từng tưởng tượng và đang dành thời gian để hội nhập, tiếp cận, quan sát,.. Được hỏi về vấn đề truyền giáo, Giám mục Tri cho biết ông đang tìm hiểu đời sống giáo dân và sự khắc khỏi của họ. Trong ba tháng đầu tiên nhận nhiệm sở, ông đã dành thời gian thăm viếng. Giám mục Tri nhận định tình hình tôn giáo không thuận lợi, tương tự các vấn đề khác. Ông cho rằng Tin Mừng Công giáo loan báo tại giáo phận phải là Tin Mừng cho người nghèo. Ông loan báo trong dịp Thứ Năm Tuần Thánh sẽ triển khai hoạt động Mái ấm Vùng Biên, để hỗ trợ người khó khăn trong thời gian giá rét. Trong thời gian quản lý đầu tiên này, ông cũng đã phát triển Sân chư dân và tổ chức triển lãm mỹ thuật Trại Sáng tác Đi Ra Vùng Ngoại Biên.
Giữa tháng 10 năm 2019, Giám mục Châu Ngọc Tri đã đón tiếp chuyến thăm mục vụ của Đại diện Tòa Thánh không thường trú tại Việt Nam Marek Zalewski. Đây là lần đầu tiên vị đại diên đến thăm giáo phận Lạng Sơn và Cao Bằng. Giám mục Tri đã hướng dẫn đại diện Tòa Thánh đến thăm các giáo điểm và giáo xứ.
Ngày 3 tháng 7 năm 2025, Giám mục Châu Ngọc Tri được bổ nhiệm làm thành viên Bộ Đối thoại Liên tôn của Tòa Thánh.

## Tông truyền
Giám mục Giuse Châu Ngọc Tri được tấn phong giám mục năm 2006, thời Giáo hoàng Biển Đức XVI, bởi:
- Giám mục Chủ phong: Giám mục Phaolô Tịnh Nguyễn Bình Tĩnh, nguyên giám mục chính tòa Giáo phận Đà Nẵng.
- Hai giám mục Phụ phong: Tổng giám mục Tổng giáo phận Huế Stêphanô Nguyễn Như Thể và giám mục Antôn Vũ Huy Chương, giám mục chính tòa Giáo phận Hưng Hóa.

Dưới đây là sơ đồ tính Tông truyền từ giám mục Việt Nam đầu tiên được giám mục ngoại quốc chủ phong cho đến đời Giám mục Châu Ngọc Tri.
Giám mục Giuse Châu Ngọc Tri là Giám mục Phụ phong cho các giám mục:
- Năm 2008, giám mục Cosma Hoàng Văn Đạt, hiện là nguyên Giám mục chính tòa Giáo phận Bắc Ninh.
- Năm 2009, giám mục Vinh Sơn Nguyễn Văn Bản, hiện đang là Giám mục chính tòa Giáo phận Hải Phòng.
- Năm 2013, giám mục Anphongsô Nguyễn Hữu Long, hiện đang là Giám mục chính tòa Giáo phận Vinh.